# Diana Gansky
Diana Gansky (Bergen auf Rügen, 14 december 1963) is een atleet uit Duitsland.

Op de Olympische Zomerspelen in 1988 nam Gansky deel aan het onderdeel discuswerpen, waar ze een zilveren medaille behaalde.
Op de European Cup heeft Gansky het record bij het discuswerpen, met 73,90 meter.
In 1986 werd Gansky Europees kampioen discuswerpen.
- World Athletics: 14356498